# Vladimir Braco Mušič
Vladimir Braco Mušič, arhitekt in urbanist, * 19. december 1930, Sevnica, † 7. januar 2014, Ljubljana.

## Izobrazba
Diplomiral je leta 1958 na FAGG v Ljubljani, magistriral pa leta 1964 na univerzi Harvard v ZDA. 

## Delo
- Urbanistični inštitut RS (1959-1980 in nato od 1989 dalje)
- direktor Urbanističnega inštituta RS (1974-1980)
- predsednik mestnega komiteja za urbanizem in varstvo okolja v Ljubljani (1980-1986)
- podpredsednik mestne skupščine (1987-1988)
- izredni profesor za urbanizem na FAGG v Ljubljani (od 1986 dalje)
- izredni profesor na Oddelku za krajinsko arhitekturo na Biotehniški fakulteti v Ljubljani
- sodeloval pri natečajnih načrtih za južni del središča Ljubljane, za turistično območje Sv. Stefan-Miločer-Pržno (1964), za južni del Bratislave (Petržalka), za sosesko BS-7 v Ljubljani, za vzhodni del Splita, izdelal urbanistično zasnovo za Maribor Jug.